# جرف، مراکش
جرف (به فرانسوی: Jorf) یک منطقهٔ مسکونی در مراکش است که در استان الرشیدیه واقع شده‌است. جرف ۱۲٬۱۳۵ نفر جمعیت دارد.